# 劲直阴地蕨
劲直阴地蕨（学名：Botrychium strictum）为瓶爾小草科阴地蕨属下的一个种。